# Ferdinand Hoppmann
Ferdinand Hoppmann (* 2. April 1889 in Stemmer, Kreis Minden; † 21. Januar 1958) war ein deutscher Landespolitiker der KPD
Hoppmann war von Beruf Landwirt. Er gehörte vom 2. Oktober bis zum 19. Dezember 1946 und somit in beiden Ernennungsperioden der KPD-Fraktion im ernannten Landtag von Nordrhein-Westfalen an. 